# Associazione Calcio Treviso 1945-1946
Questa voce raccoglie le informazioni riguardanti l'Associazione Calcio Treviso nelle competizioni ufficiali della stagione 1945-1946.

## Stagione
Dopo una stagione di inattività, il Treviso riprende dalla stagione 1945-46 nel Campionato di Serie B-C Alta Italia, che chiude al sesto posto, esattamente a metà classifica. Il portiere è sempre Giuseppe Moro, che nel 1941 ha preso il posto di Gino De Biasi, come anche l'allenatore Bisigato, che però si è ritirato dal calcio. Nasce la figura del direttore sportivo. Il Treviso viene, grazie al sesto posto finale, ammesso per la prima volta nella sua storia al campionato di Serie B.
Il Treviso partecipa inoltre alla Coppa Alta Italia, un torneo calcistico di consolazione per le squadre del Nord Italia escluse dai gironi finali della Serie A e della Serie B nel 1946, classificandosi secondo nel girone A dietro al Venezia e perciò non si èqualificato per i gironi di semifinale.

## Rosa
| N. |                   | Ruolo | Calciatore           |
| -- | ----------------- | ----- | -------------------- |
|    | Italia (bandiera) | C     | Bruno Artuso         |
|    | Italia (bandiera) | P     | Angelo Bellotto      |
|    | Italia (bandiera) | A     | Raoul Bortoletto     |
|    | Italia (bandiera) | A     | Emilio Capri         |
|    | Italia (bandiera) | D     | Oreste Chinol        |
|    | Italia (bandiera) | D     | Alvio Dal Maschio    |
|    | Italia (bandiera) | A     | Amedeo Degli Esposti |
|    | Italia (bandiera) | A     | Luigi Del Grosso     |

| N. |                   | Ruolo | Calciatore      |
| -- | ----------------- | ----- | --------------- |
|    | Italia (bandiera) | C     | Leone Gerlin    |
|    | Italia (bandiera) | C     | Pietro Grosso   |
|    | Italia (bandiera) | C     | Antonio Maran   |
|    | Italia (bandiera) | D     | Romeo Maran     |
|    | Italia (bandiera) | C     | Ivone Nicoletti |
|    | Italia (bandiera) | D     | Erminio Favaro  |
|    | Italia (bandiera) | P     | Giuseppe Moro   |

## Statistiche

### Statistiche di squadra
| Competizione          | Punti | In casa | In casa | In casa | In casa | In casa | In casa | In trasferta | In trasferta | In trasferta | In trasferta | In trasferta | In trasferta | Totale | Totale | Totale | Totale | Totale | Totale | DR |
| Competizione          | Punti | G       | V       | N       | P       | Gf      | Gs      | G            | V            | N            | P            | Gf           | Gs           | G      | V      | N      | P      | Gf     | Gs     | DR |
| --------------------- | ----- | ------- | ------- | ------- | ------- | ------- | ------- | ------------ | ------------ | ------------ | ------------ | ------------ | ------------ | ------ | ------ | ------ | ------ | ------ | ------ | -- |
| Serie B-C Alta Italia | 23    | ?       | ?       | ?       | ?       | ?       | ?       | ?            | ?            | ?            | ?            | ?            | ?            | 22     | 9      | 5      | 8      | 30     | 28     | +2 |
| Coppa Alta Italia     | ?     | ?       | ?       | ?       | ?       | ?       | ?       | ?            | ?            | ?            | ?            | ?            | ?            | ?      | ?      | ?      | ?      | ?      | ?      |    |
| Totale                |       | ?       | ?       | ?       | ?       | ?       | ?       | ?            | ?            | ?            | ?            | ?            | ?            | ?      | ?      | ?      | ?      | ?      | ?      |    |